# 蘇哈列夫站
蘇哈列夫站（羅馬化：Sukharevskaya）是莫斯科地鐵卡盧加－里加線的一個車站，車站開通於1972年1月5日。在開通之初，蘇哈列夫站曾名為集體農場站。